# Bernard H.52
Le Bernard H.52 est un prototype d’avion militaire de l'entre-deux-guerres réalisé en France en 1933 par la Société des Avions Bernard.